# Pegguy Arphexad
Pegguy Arphexad (Les Abymes, 18 de maio de 1973) é um ex-futebolista francês que atuava como goleiro.

## Carreira
Nascido em Guadalupe, Arphexad iniciou a carreira profissional em 1989, no Stade Brestois, e em 1990 foi contratado pelo Lille, porém não chegou a atuar. Sua estreia oficial foi na reta final da temporada 1995–96 da Primeira Divisão francesa, defendendo o Lens. Em 1996–97, voltou ao Lille por empréstimo, atuando em 2 jogos.
Foi na Inglaterra que o goleiro teve uma sequência maior de jogos, principalmente no Leicester City (29 no total), tendo feito parte do elenco campeão da Copa da Liga Inglesa de 1999–00, onde se destacou ao defender 2 pênaltis contra o Fulham, pelas quartas-de-final. .Após passagens curtas por Liverpool, Stockport County, Coventry City e Notts County, recusando uma proposta para defender o Chester City, alegando que não estava preparado para jogar em uma equipe abaixo da segunda divisão. Em 2004, retornou à França para assinar contrato com o Olympique de Marseille, sendo reserva de Fabien Barthez. Aposentou-se dos gramados em 2005, aos 32 anos de idade.

## Carreira internacional
Arphexad jogou uma partida pela Seleção Francesa Sub-21, em 1994.

## Títulos
Leicester City
- Copa da Liga Inglesa: 1999–00

Liverpool
- Copa da Liga Inglesa: 2000–01[7], 2002–03[8]
- Copa da Inglaterra: 2000–01[9]
- Copa da UEFA: 2000–01[10]
- Supercopa da Inglaterra: 2001[11]
- Supercopa da UEFA: 2001[12]